# قومية باوان
قومية باوآن تسمى أيضا باوآنهوي، ولها لغة خاصة منطوقة فقط هي لغة باوآن. يقطن أبناء قومية باوآن منطقة جبل جيشي بلينشيا في مقاطعة قانسو، ويبلغ عددهم حوالي 150 ألف نسمة. كان أسلاف أبناء قومية باوآن من أبناء هويهوي القادمين من منغوليا وآسيا الوسطى. ومن البداية استوطنوا في منطقة تونغرن بمقاطعة تشينغهاي، وفي عهد أوائل أسرة مينغ وأواخر أسرة يوان تقريبا استوطنوا مقاطعة تشينغهاي وتزوجوا من الأبناء المحليين من قومية التبت وقومية هان حتى تشكلت قومية باوآن. في كل قرية تقطنها قومية باوآن يوجد مسجد فاخر. وعاداتهم في الحياة مثل عادات قوميات هوي ودونغشيانغ وسالار. يمارس أبناء قومية باوآن رئيسيا الزراعة والحرف الفنية اليدوية مثل صناعة سكاكين باوآن وغيرها، وتشبه أزياؤهم أزياء قومية هوي في منطقة شمال غربي الصين.